# Shiptons Peak
Shiptons Peak är en bergstopp i Kenya.   Den ligger i länet Nyeri, i den centrala delen av landet, 140 km norr om huvudstaden Nairobi. Toppen på Shiptons Peak är 4 183 meter över havet.
Terrängen runt Shiptons Peak är bergig åt sydväst, men åt nordost är den kuperad.  Trakten runt Shiptons Peak är nära nog obefolkad, med mindre än två invånare per kvadratkilometer. Det finns inga samhällen i närheten. Trakten runt Shiptons Peak består i huvudsak av gräsmarker.